# Arolde (prénom)
 (août 2025).

## Étymologie
Arolde est une graphie moderne et francisée du prénom Harold. Harold est quant à lui un emprunt assez récent à l'anglais, adaptation de l'ancien scandinave Haraldr (> scandinave Harald).
Il s'agit d'un anthroponyme d'origine germanique basé sur les éléments *haria(z) « armée » (cf. vieil anglais here « armée ennemie », allemand Heer « armée ») et *waldaz « dirigeant », variante *walda « puissance » (cf. vieil anglais weald « dirigeant », vieux haut allemand walt « dirigeant »). Dans les noms de personnes, -wald s'est réduit à -alt / -olt en vieux haut allemand et -old en vieil anglais en tant que second élément d'un prénom composé.
L'ancien français connaissait les prénoms Herout, Heraut de même étymologie. Ils ne sont plus portés aujourd'hui que comme noms de familles avec des graphies diverses : Héraud, Hérault, etc. La terminaison -aut des anciens prénoms a servi a former le suffixe -aud péjoratif du français moderne (lourdaud, etc.).